# Samuel Thornton
Samuel Thornton (6 novembre 1754 - 3 juillet 1838) est un homme politique britannique.

## Biographie
Il est l'un des fils de John Thornton (philanthrope), un négociant de premier plan dans le commerce russe et baltique et est directeur de la Banque d'Angleterre pendant 53 ans , et gouverneur (1799-1801) après avoir été sous-gouverneur . Il est député de Kingston upon Hull (avec William Wilberforce en 1784) de 1784 à 1806 et de Surrey de 1807 à 1812. Il est membre du Comité pour l'abrogation des Test et Corporation Acts.
En tant que député de Kingston, il est peint par Karl Anton Hickel dans le portrait de groupe «William Pitt s'adressant à la Chambre des communes sur la déclaration de guerre française, 1793» qui est toujours suspendu à la National Portrait Gallery .
Il achète Albury Park, Albury, Surrey en 1800 et y vit jusqu'en 1811. Il emploie l'architecte Sir John Soane  pour améliorer la propriété.
Au début du XIXe siècle, Thornton construit des logements dans le hameau de Weston Street, à un mile à l'ouest d'Albury, pour la réinstallation des villageois retirés des chalets d'Albury Park, dans le cadre des améliorations agricoles.
Ses frères Henry Thornton et Robert Thornton sont également des hommes notables de leur temps et des députés . Tous les trois sont membres de la secte de Clapham et vivent dans des maisons voisines à Clapham .